# Mannose-6-phosphat-Isomerase
Die Mannose-6-phosphat-Isomerase (PMI) ist das Enzym, das die gegenseitige Umlagerung von Fructose-6-phosphat in Mannose-6-phosphat und umgekehrt katalysiert. Alle Lebewesen außer den Archaeen besitzen das Enzym. Für Eukaryoten ist die Reaktion wichtig zur Biosynthese von GDP-Mannose und der Glycane. In Bakterien ist sie Teil des Mannosestoffwechsels. PMI ist im Zytosol lokalisiert. Im Mensch wird PMI in allen Gewebetypen produziert, insbesondere in Gehirn, Herz und Muskeln. Mutationen im MPI-Gen können zu seltenem erblichem Glykosylierungsdefekt Typ 1B (CDG-1B) führen.

## Katalysierte Reaktion
⇔ 
β-D-Fructose-6-phosphat und β-D-Mannose-6-phosphat gehen ineinander über.